# Magnichela
Magnichela is een monotypisch geslacht van spinnen uit de  familie van de Trechaleidae.

## Soort
- Magnichela santaremensis Silva & Lise, 2006